# Federación Euroasiática de Bolsas de Valores
El Federación Euroasiática de Bolsas de Valores (en inglés: Federation of Euro-Asian Stock Exchanges, sigla FEAS), también llamada Federación de Bolsas Euroasiáticas, es una organización sin ánimo de lucro internacional que comprende los principales bolsas de valores de Europa Oriental, Oriente Medio y Asia Central. El propósito de la Federación es contribuir a la cooperación, desarrollo, apoyo y promoción de mercados de capitales en Eurasia, aunque la membresía en la Federación está abierta a los mercados internacionales. Fue creada el 16 de mayo de 1995 por 12 miembros fundadores en Estambul (Turquía). Actualmente, la FEAS tiene 30 miembros que incluyen bolsas de valores, instituciones de comercio, asociaciones de distribuidores y federaciones regionales de 29 países. La sede de la Federación se encuentra en Ereván, Armenia. 

## Membresía

### Miembros de pleno derecho
Los miembros de pleno derecho de la Federación de Bolsas Euroasiáticas son:
- Armenia - Bolsa de Armenia y Central Depository of Armenia
- Bielorrusia - Belarus Currency and Stock Exchange
- Chipre - Bolsa de Chipre
- Egipto - Bolsa de Egipto y Misr for Central Clearing, Depository and Registry
- Grecia - Bolsa de Atenas
- Irán - Iran Fara Bourse y Bolsa de Teherán
- Irak - Bolsa de Irak
- Jordania - Bolsa de Amán
- Kazajistán - Astana International Exchange y Kazakhstan Stock Exchange
- Macedonia del Norte  - Macedonian Stock Exchange
- Omán - Muscat Securities Market
- Palestina - Bolsa de Palestina
- Rumania - Bolsa de Bucarest
- Siria - Bolsa de Damasco
- Uzbekistán - Tashkent Stock Exchange y Uzbek Commodity Exchange

### Miembros asociados
Los miembros afines de la Federación de Bolsas Euroasiáticas son:
- Canadá - Blockstation
- European Bank for Reconstruction and Development
- Irán - Central Securities Depository of Iran Archivado el 16 de diciembre de 2019 en Wayback Machine., Securities Exchange Brokers Association, and Tehran Stock Exchange Tech Mgmt Co
- Jordania - Securities Depository Center of Jordan
- Noruega - Baymarkets
- Omán - Muscat Clearing & Depository
- Reino Unido - Percival

### Miembros observadores
Los miembros observadores de la Federación de Bolsas Euroasiáticas son:
- Australia -The Sydney Stock Exchange
- Bosnia y Herzegovina - Banja Luka Stock Exchange
- Tayikistán -  Central Asian Stock Exchange
- Georgia - Georgian Stock Exchange
- Irán - Iran Mercantile Exchange
- Moldavia - Moldova Stock Exchange
- Macedonia del Norte - Central Securities Depository of Macedonia
- Escocia - Project Blackthorn
- Serbia - Bolsa de Belgrado
- Suiza - swissQuant

### Antiguos miembros observadores
- Escocia - Bourse Scot Limited (hasta 2019)

## Asociaciones
La Federación de Bolsas Euroasiáticas también mantiene acuerdos de asociación con varias instituciones financieras, entre ellas: 
- - African Securities Exchanges Association
- - Arab Federation of Capital Markets
- - Association of Futures Markets
- - Association of National Numbering Agencies
- - Sustainable Stock Exchanges Initiative